# Tomáš Berdych
Tomáš Berdych (phát âm tiếng Séc: [ˈtomaːʃ ˈbɛrdɪx]; sinh 17-9, 1985) là một cựu vận động viên quần vợt người Cộng hòa Séc. Anh từng lọt đến Chung kết Wimbledon 2010 và để thua Rafael Nadal trong trận chung kết sau 3 sec với tỷ số là 3-6, 5-7, 4-6.

## Cuộc đời
Berdych sinh ra ở Valasske Mezirici, Moravia, Cộng hòa Séc.Mẹ của anh là bà Hana Berdychová và cha của anh là ông Martin Berdych.Berdych làm quen với quần vợt ở tuổi lên 5 và ở tuổi lên 8 anh đã trở thành người chiến thắng dành cho các vận động viên nhí ở Cộng hòa Séc.

## Các trận chung kết quan trọng

### Chung kết Grand Slam

#### Singles: 1 (1 á quân)
| Kết quả | Năm  | Giải đấu  | Mặt sân | Đối thủ      | Tỷ số         |
| ------- | ---- | --------- | ------- | ------------ | ------------- |
| Á quân  | 2010 | Wimbledon | Cỏ      | Rafael Nadal | 3–6, 5–7, 4–6 |

### Chung kết Masters 1000

#### Singles: 4 (1 danh hiệu, 3 á quân)
| Kết quả | Năm  | Giải đấu            | Mặt sân  | Đối thủ        | Tỷ số                   |
| ------- | ---- | ------------------- | -------- | -------------- | ----------------------- |
| Vô địch | 2005 | Paris Masters       | Thảm (i) | Ivan Ljubičić  | 6–3, 6–4, 3–6, 4–6, 6–4 |
| Á quân  | 2010 | Miami Open          | Cứng     | Andy Roddick   | 5–7, 4–6                |
| Á quân  | 2012 | Madrid Open         | Đất nện  | Roger Federer  | 6–3, 5–7, 5–7           |
| Á quân  | 2015 | Monte-Carlo Masters | Đất nện  | Novak Djokovic | 5–7, 6–4, 3–6           |

## Chung kết ATP

### Đơn: 32 (13 danh hiệu, 19 á quân)
| Legend                            |
| --------------------------------- |
| Grand Slam tournaments (0–1)      |
| ATP World Tour Finals (0–0)       |
| ATP World Tour Masters 1000 (1–3) |
| ATP World Tour 500 Series (3–4)   |
| ATP World Tour 250 Series (9–11)  |

| Mặt sân       |
| ------------- |
| Cứng (9–11)   |
| Đất nện (2–6) |
| Cỏ (1–2)      |
| Thảm (1–0)    |

| Kiểu sân          |
| ----------------- |
| Ngoài trời (7–16) |
| Trong nhà (6–3)   |

| Kết quả | Số thứ tự | Ngày                      | Giải đấu                                         | Mặt sân  | Đối thủ                | Tỷ số                   |
| ------- | --------- | ------------------------- | ------------------------------------------------ | -------- | ---------------------- | ----------------------- |
| Vô địch | 1.        | ngày 27 tháng 9 năm 2004  | Campionati Internazionali di Sicilia, Palermo, Ý | Đất nện  | Filippo Volandri       | 6–3, 6–3                |
| Á quân  | 1.        | ngày 4 tháng 7 năm 2005   | Swedish Open, Båstad, Thụy Điển                  | Đất nện  | Rafael Nadal           | 6–2, 2–6, 4–6           |
| Vô địch | 2.        | ngày 31 tháng 10 năm 2005 | Paris Masters, Paris, Pháp                       | Thảm (i) | Ivan Ljubičić          | 6–3, 6–4, 3–6, 4–6, 6–4 |
| Á quân  | 2.        | ngày 12 tháng 6 năm 2006  | Halle Open, Halle, Đức                           | Cỏ       | Roger Federer          | 0–6, 7–6(7–4), 2–6      |
| Á quân  | 3.        | ngày 25 tháng 9 năm 2006  | Kingfisher Airlines Tennis Open, Mumbai, Ấn Độ   | Cứng     | Dmitry Tursunov        | 3–6, 6–4, 6–7(5–7)      |
| Vô địch | 3.        | ngày 11 tháng 6 năm 2007  | Halle Open, Halle, Đức                           | Cỏ       | Marcos Baghdatis       | 7–5, 6–4                |
| Á quân  | 4.        | ngày 7 tháng 7 năm 2008   | Swedish Open, Båstad, Thụy Điển                  | Đất nện  | Tommy Robredo          | 4–6, 1–6                |
| Vô địch | 4.        | ngày 5 tháng 10 năm 2008  | Japan Open, Tokyo, Nhật Bản                      | Cứng     | Juan Martín del Potro  | 6–1, 6–4                |
| Vô địch | 5.        | ngày 11 tháng 5 năm 2009  | Bavarian Open, Munich, Đức                       | Đất nện  | Mikhail Youzhny        | 6–4, 4–6, 7–6(7–5)      |
| Á quân  | 5.        | ngày 4 tháng 4 năm 2010   | Miami Open, Miami, Mỹ                            | Cứng     | Andy Roddick           | 5–7, 4–6                |
| Á quân  | 6.        | ngày 4 tháng 7 năm 2010   | Wimbledon, London, Vương quốc Anh                | Cỏ       | Rafael Nadal           | 3–6, 5–7, 4–6           |
| Vô địch | 6.        | ngày 9 tháng 10 năm 2011  | China Open, Beijing, Trung Quốc                  | Cứng     | Marin Čilić            | 3–6, 6–4, 6–1           |
| Vô địch | 7.        | ngày 5 tháng 2 năm 2012   | Open Sud de France, Montpellier, Pháp            | Cứng (i) | Gaël Monfils           | 6–2, 4–6, 6–3           |
| Á quân  | 7.        | ngày 13 tháng 5 năm 2012  | Madrid Open, Madrid, Tây Ban Nha                 | Đất nện  | Roger Federer          | 6–3, 5–7, 5–7           |
| Á quân  | 8.        | ngày 25 tháng 8 năm 2012  | Winston-Salem Open, Winston-Salem, Mỹ            | Cứng     | John Isner             | 6–3, 4–6, 6–7(9–11)     |
| Vô địch | 8.        | ngày 21 tháng 10 năm 2012 | Stockholm Open, Stockholm, Thụy Điển             | Cứng (i) | Jo-Wilfried Tsonga     | 4–6, 6–4, 6–4           |
| Á quân  | 9.        | ngày 24 tháng 2 năm 2013  | Open 13, Marseille, Pháp                         | Cứng (i) | Jo-Wilfried Tsonga     | 6–3, 6–7(6–8), 4–6      |
| Á quân  | 10.       | ngày 2 tháng 3 năm 2013   | Dubai Tennis Championships, Dubai, UAE           | Cứng     | Novak Djokovic         | 5–7, 3–6                |
| Á quân  | 11.       | ngày 29 tháng 9 năm 2013  | Thailand Open, Bangkok, Thái Lan                 | Cứng (i) | Milos Raonic           | 6–7(4–7), 3–6           |
| Á quân  | 9.        | ngày 16 tháng 2 năm 2014  | Rotterdam Open, Rotterdam, Hà Lan                | Cứng (i) | Marin Čilić            | 6–4, 6–2                |
| Á quân  | 12.       | ngày 1 tháng 3 năm 2014   | Dubai Tennis Championships, Dubai, UAE           | Cứng     | Roger Federer          | 6–3, 4–6, 3–6           |
| Á quân  | 13.       | ngày 4 tháng 5 năm 2014   | Portugal Open, Oeiras, Bồ Đào Nha                | Đất nện  | Carlos Berlocq         | 6–0, 5–7, 1–6           |
| Á quân  | 14.       | ngày 5 tháng 10 năm 2014  | China Open, Beijing, Trung Quốc                  | Cứng     | Novak Djokovic         | 0–6, 2–6                |
| Vô địch | 10.       | ngày 19 tháng 10 năm 2014 | Stockholm Open, Stockholm, Thụy Điển (2)         | Cứng (i) | Grigor Dimitrov        | 5–7, 6–4, 6–4           |
| Á quân  | 15.       | ngày 10 tháng 1 năm 2015  | Qatar Open, Doha, Qatar                          | Cứng     | David Ferrer           | 4–6, 5–7                |
| Á quân  | 16.       | ngày 15 tháng 2 năm 2015  | Rotterdam Open, Rotterdam, Hà Lan                | Cứng (i) | Stan Wawrinka          | 6–4, 3–6, 4–6           |
| Á quân  | 17.       | ngày 19 tháng 4 năm 2015  | Monte-Carlo Masters, Monte Carlo, Monaco         | Đất nện  | Novak Djokovic         | 5–7, 6–4, 3–6           |
| Vô địch | 11.       | ngày 5 tháng 10 năm 2015  | Shenzhen Open, Shenzhen, Trung Quốc              | Cứng     | Guillermo García-López | 6-3, 7-6(9-7)           |
| Vô địch | 12–17     | Th10 năm 2015             | Stockholm Open, Thụy Điển (3)                    | Cứng (i) | Jack Sock              | 7–6(7–1), 6–2           |
| Vô địch | 13–17     | Th10 năm 2016             | Shenzhen Open, Trung Quốc (2)                    | Cứng     | Richard Gasquet        | 7−6(7−5), 6−7(2−7), 6−3 |
| Á quân  | 13–18     | tháng 5 năm 2017          | Lyon Open, Pháp                                  | Đất nện  | Jo-Wilfried Tsonga     | 6–7(2–7), 5–7           |
| Á quân  | 13–19     | Th1 năm 2019              | Qatar Open, Qatar                                | Cứng     | Roberto Bautista Agut  | 4–6, 6–3, 3–6           |

### Đôi: 3 (2 danh hiệu, 1 á quân)
| Giải đấu                          |
| --------------------------------- |
| Grand Slam tournaments (0–0)      |
| ATP World Tour Finals (0–0)       |
| ATP World Tour Masters 1000 (0–0) |
| ATP World Tour 500 Series (1–1)   |
| ATP World Tour 250 Series (1–0)   |

| Mặt sân       |
| ------------- |
| Cứng (2–1)    |
| Đất nện (0–0) |
| Cỏ (0–0)      |
| Thảm (0–0)    |

| Giải đấu | Số thứ tự | Ngày                     | Giải đấu                          | Mặt sân  | Đồng đội        | Đối thủ                               | Tỷ số                 |
| -------- | --------- | ------------------------ | --------------------------------- | -------- | --------------- | ------------------------------------- | --------------------- |
| Vô địch  | 1.        | ngày 24 tháng 2 năm 2008 | Rotterdam Open, Rotterdam, Hà Lan | Cứng (i) | Dmitry Tursunov | Philipp Kohlschreiber Mikhail Youzhny | 7–5, 3–6, [10–7]      |
| Á quân   | 1.        | ngày 8 tháng 8 năm 2010  | Washington Open, Washington, Mỹ   | Cứng     | Radek Štěpánek  | Mardy Fish Mark Knowles               | 6–4, 6–7(7–9), [7–10] |
| Vô địch  | 2.        | ngày 3 tháng 1 năm 2014  | Qatar Open, Doha, Qatar           | Cứng     | Jan Hájek       | Alexander Peya Bruno Soares           | 6–2, 6–4              |